# Гинзбург, Мирра
Мирра Гинзбург (англ. Mirra Ginsburg, 10 июня 1909, Бобруйск, Минская губерния — 26 декабря 2000, Нью-Йорк) — американская писательница и редактор, переводчица художественной литературы.

## Биография
Родилась в Бобруйске в семье Иосифа Гинзбурга и Брони Гейер. В 1923 году семья Гинзбургов переехала в Либаву, в 1926 году — в Монреаль, и, в конце концов, с 1930 года обосновалась в Нью-Йорке.
С 1938 года начала серьезно заниматься художественными переводами. Переводила в основном с русского, с идиш — несколько рассказов И. Б. Зингера и повесть «Шейлок и Шекспир» Абрама Моревского. Перевела такие произведения, как «Азеф» Р. Гуля (1962), «Историю советской литературы» Веры Александровой (1963), «Закат» И. Э. Бабеля; «Бег», «Жизнь господина де Мольера», «Мастер и Маргарита», «Роковые яйца», «Собачье сердце» М. А. Булгакова, «Мы» Е. И. Замятина, «Рассказы» М. М. Зощенко, «Котлован» А. П. Платонова, «Мышкина дудочка» А. М. Ремизова, «Поручик Киже» Ю. Н. Тынянова.
Для повести «Котлован» А. П. Платонова стала первым переводчиком на английский язык.
Состояла членом многих престижных американских организаций: Ассоциации американских переводчиков, Гильдии писателей, Международного ПЭН клуба.
Автор более двадцати антологий и сборников детских сказок.

### Произведения
- Three Rolls and One Doughnut: Fables from Russia (1970)
- The Master of the Winds and Other Tales From Siberia (1970)
- One Trick Too Many: Fox Stories from Russia (1973)
- The Twelve Clever Brothers and Other Fools: Folk Tales from Russia (1979)
- The Kaha Bird: Tales from the Steppes of Central Asia (1971)
- Four Brave Sailors (1987)
- The Chinese Mirror (1988)
- The King Who Tried to Fry An Egg on His Head (1994)
- Asleep, Asleep (1992)
- The Old Man and His Birds (1994)